# Oncostemum capitatum
Oncostemum capitatum är en viveväxtart som beskrevs av Joseph Marie Henry Alfred Perrier de la Bâthie. Oncostemum capitatum ingår i släktet Oncostemum och familjen viveväxter. Inga underarter finns listade i Catalogue of Life.